# Song Gyeong-won
Song Gyeong-won (손경원?; Kyung Nam, 17 maggio 1969) è un'ex cestista sudcoreana.

## Carriera
Con la Corea del Sud ha disputato i Campionati mondiali del 1994.